# Ватерпольна арена, Лондон
| Ватерпольна арена | Ватерпольна арена           |
| ----------------- | --------------------------- |
| Місто             | Лондон, Велика Британія     |
| Місткість         | 5000                        |
| Будівництво       | 2011-2012                   |
| Басейн            | 37 м                        |
| Подія             | Літні Олімпійські ігри 2012 |

Ватерпольна арена (англ. Water Polo Arena) — споруда літніх Олімпійських ігор 2012 у Лондоні. Змагання пройдуть з 27 липня по 12 серпня 2012 року.

Будівництво розпочалось навесні 2011 року. Завершилось будівництво у травні 2012 року. Місткість арени становить 5000 місць. Арена прийме змагання чоловіків та жінок. Арена має 37-метровий змагальний і малий тренувальний басейни.

Після закінчення змагань Арена буде розібрана. Деякі елементи будуть повторно використані або перевезені в інше місце.